# Manettia asclepiadacea
Manettia  é uma espécie de dicotiledónea pertencente à família Rubiaceae, descrita em 1931.